# رودریگو پینیو
رودریگو پینیو (انگلیسی: Rodrigo Pinho؛ زادهٔ ۳۰ مهٔ ۱۹۹۱) بازیکن فوتبال اهل برزیل است.
از باشگاه‌هایی که در آن بازی کرده‌است می‌توان به باشگاه ورزشی براگا و باشگاه ورزشی ناسیونال اشاره کرد.